# Hermann Gustav Hölemann
Hermann Gustav Hölemann (* 8. August 1809 in Bauda bei Großenhain; †  28. September 1886 in Leipzig) war ein deutscher evangelisch-lutherischer Theologe und Hochschullehrer.

## Leben und Wirken
Nach dem Besuch der Fürstenschule Sankt Afra vom 11. April 1825 bis 19. März 1829 studierte er an der Universität Leipzig. Dort habilitierte er sich 1834 an der Philosophischen Fakultät. Das Thema seiner Habilitationsschrift lautet De Bibliorum Dinteri ingenio exegetico sive interpretationis epistolae ad Philippenses Paulinae specimina ac symbolae. P. I. Danach wurde Hölemann 1835 Religionslehrer und fünfter, 1839 vierter Oberlehrer am Gymnasium in Zwickau. 1844 wurde er Privatdozent der Theologie an der Universität Leipzig und dort 1853 zum außerordentlichen Professor ernannt. 1867 wurde er ordentlicher Honorarprofessor der Theologie an der Universität Leipzig. Zugleich war Hölemann ordentliches Mitglied der Prüfungskommission für Theologen. 

## Publikationen (Auswahl)
- Die trostreiche Ueberzeugung, daß Gott über die Schicksale gebietet, bei trüben Aussichten in eine kriegerische Zukunft. Eine gekrönte Preißpredigt über Psalm 46, V. 9, 10, 11. L. Schumann, Leipzig 1831.
- De interpretatione sacra cum profana feliciter conjungenda. (Gratulationsschrift der Societas exeget. Lips. an ihren Begründer Dr. G. B. Winer hei seiner Zurückberufung an die Universität Leipzig). Berger, Leipzig 1832.
- De Bibliorum Dinteri ingenio exegetico sive interpretationis epistolae ad Philippenses Paulinae specimina ac symbolae. P. I. (Habilitations-Disputation.) Leipzig 1834.
- Hebräische Anthologie. Mit Commentar und Lexidion. Barth, Leipzig 1834.
- Commentarius in epistolam Pauli ad Philippenses. (Vol. XIII. de Commentar. in N. T. ed. Theile). Baumgärtner, Leipzig 1839.
- Moschlim solemnibus natal. Dr. Aenoth. Orthob. Schulzii dicati. Leipzig 1839.
- Nahumi oraculum. Ex praef. de externae poëseos in vernaculam convertendae ratione versibus germanicis όμοιοτελεντοις σχολοίς, illustr. F. Fleischer, Leipzig 1842.
- Teutoburger Inschriften. Durch Decrete d. Vereins f. d. Hermanns-Denkmal dem Grundsteingewölbe auf dem Teut einverleibt, sammt Erläuterungen und Erweiterungen. Klinkicht, Meißen 1843.
- De Evangelii Joannei introitu, introitus Geneseos augustiore effigie. Libellus thetico-exeget. praemissa antithetica typicomythicae hermeneutices N. T. censura. Dörffling u. F., Leipzig 1855.
- Die Krone des Hohen Liedes. Einheitliche Erklärung seines Schlußactes. Mit Einleitung über das Verständniß des H. L. und das Princip der Uebertragung alttestamentl. Poesie. Dörffling u. F., Leipzig 1856.
- Die Stellung St. Pauli zu der Frage um die Zeit der Wiederkunft Christi. Eine apologet.-exeget. Studie. (Jubelgratulation an Dr. F. W. Lindner). Dörffling u. F., Leipzig 1858.
- Bibelstudien. Purfürst, Leipzig 1861.
- Die Einheit der beiden Schöpfungsberichte Genes. 1–2. Apologet. Bibelstudie mit einem Sendschreiben an Herrn Domherrn Dr. Kahnis. Purfürst, Leipzig 1862.
- Die Stiftung der Heidenmission auf dem Berge in Galiläa. Missionsfestpredigt über Ev. Matth. 28, 16–20, in der Marienkirche zu Zwickau gehalten. Zwickau 1865.
- Neue Bibelstudien. Leipzig 1866.